# أوبن أيه آي أو 3
أوبن أيه آي أو 3 هو نموذج محول مولد مسبق التدريب مُضمن في تطبيق شات جي بي تي طوّرته شركة أوبن أيه آي خلفا لنموذجها السابق أوبن أيه آي أو 1، وقد صُمم هذا النموذج لتخصيص وقت إضافي للمناقشة عند معالجة الأسئلة التي تتطلب تفكيرًا منطقيًا تدريجيًا. طرحت شركة أوبن أيه آي في 31 يناير (كانون الثاني) 2025 نموذجا مصغرا من أوبن أيه آي أو 3 أطلق عليه اسم أوبن أيه آي أو 3 ميني، ثُم طرحت في 16 أبريل (نيسان) نموذجها المصغر التالي، والذي أطلقت عليه اسم أوبن أيه آي أو 4 ميني.

## التاريخ
كشفت شركة أوبن أيه آي النقاب عن نموذج محولها التوليدي مسبق التدريب الجديد في 20 ديسمبر (كانون الأول) 2024، وقد أطلقت عليه اسم «أوبن أيه آي أو 3» لتفادي تعارض العلامة التجارية لنموذجها مع العلامة التجارية لشركة الاتصالات أو تو. وعلى غرار أوبن أيه آي أو 1، طرحت الشركة إصدارين من نموذجها هما أوبن أيه آي أو 3، وأوبن أيه آي أو 3 ميني، وأتاحت شركة أوبن أيه آي لباحثي السلامة والأمن إمكانية التقدم بطلب الوصول المبكر لهذه النماذج حتى 10 يناير (كانون الثاني) 2025.
وفي 31 يناير (كانون الثاني) 2025، طرحت أوبن أيه آي نموذحها المصغر أوبن أيه آي أو 3 ميني بصورة رسمية لجميع مستخدمي شات جي بي تي، حتى أولئك الذين يستخدمون الإصدار المجاني من التطبيق، بالإضافة إلى بعض مستخدمي واجهات برمجة التطبيقات. وصفت شركة أوبن أيه آي نموذج أوبن أيه آي 3 المصغر بأنه بديل متخصص لنموذج أوبن أيه آي أو 1 في المجالات التقنية التي تتطلب الدقة والسرعة. تميز أوبن أيه آي أو 3 ميني بثلاثة مستويات لجهد التفكير، مستوى منخفض، ومستوى متوسط، ومستوى عالي. تستخدم الإصدارات المجانية من شات جي بي تي وغيره نموذج أوبن أيه آي أو 3 ميني ذا المستوى المتوسط.، بينما يتوفر الإصدار عالي المستوى من أوبن أيه آي أو 3 ميني، والذي يتطلب قدرًا أكبر من الحوسبة فقط للمشتركين في النُسخ المدفوعة. ويتمتع مشتركو النسخة الاحترافية من شات جي بي تي بوصول غير محدود إلى كلٍّ من أوبن أيه آي أو 3 ميني وأوبن أيه آي أو 3 ميني عالي المستوى.
في 2 فبراير (شباط) 2025، أطلقت شركة أوبن أيه آي خدمة أوبن أيه آي ديب ريسيرش، وهي خدمة مضمنة في تطبيق شات جي بي تي تستخدم إصدارًا من أوبن أيه آي أو 3 يُمكنه أن ينشئ تقارير شاملة خلال مدة زمنية تتراوح ما بين 5 إلى 30 دقيقة فقط، استنادًا إلى عمليات البحث على الويب. وفي 6 فبراير (شباط) 2025، طرحت أوبن أيه آي، تحت ضغط من منافسيها مثل ديب سيك، تحديثًا جديدا لنموذج أوبن أيه آي أو 3 ميني يهدف إلى تعزيز شفافية عملية التفكير في النموذج الخاص بها.
وفي ١٢ فبراير (شباط) 2025، زادت أوبن أيه آي حد عدد المطالبات اليومية المسموح بها في أوبن أيه آي أو 3 ميني للمُستخدمين المُشتركين في خدمة شات جي بي تي المدفوعة إلى ٥٠ مطالبة في اليوم الواحد، بدلًا من ٥٠ مطالبة أسبوعيًا، كما وفرت دعمًا لتحميل الملفات والصور. وفي ١٦ أبريل (نيسان) ٢٠٢٥، أصدرت شركة أوبن أيه آي نظامي أوبن أيه آي أو 3 وأوبن أيه آي أو 4.

## التقييم
استُخدمت شركة أوبن أيه آي التعلم بالتعزيز لتعليم نموذج أوبن أيه آي أو 3 التفكير قبل توليد الإجابات باستخدام ما تُطلق عليه أوبن أيه آي اسم «سلسلة التفكير الخاصة». يُمكّن هذا النهج النموذج من التخطيط المُسبق والتفكير المنطقي خلال المهام، وتنفيذ سلسلة من خطوات التفكير الوسيطة للمساعدة في حل المشكلة، مع الحاجة إلى قوة حوسبة إضافية وعلى حساب زيادة زمن وصول الاستجابات.
أظهر نموذج أوبن أيه آي أو 3 أداءًا أفضل بكثير مقارنةً بنموذج أوبن أيه آي أو 1 السابق له فيما يتعلق بأداء المهام المُعقدة، بما في ذلك البرمجة والرياضيات والعلوم. وأفادت شركة أوبن أيه آي أن نموذج أوبن أيه آي أو 3 حقق نسبة دقة بلغت 87.7% وفقًا لمعيار أسئلة وأجوبة مستوى الدراسات العليا المعتمد من جوجل، والقائم على أسئلة علمية متخصصة غير متاحة للعامة على الإنترنت. أما وفقًا لمعيار سوي-بينش فيريفايد، وهو معيار في هندسة البرمجيات يُقيّم قدرة النماذج على حل مشكلات غيت هاب الفعلية، فقد حقق نموذج أوبن أيه آي أو 3 نسبة 71.7%، مقارنةً بالإصدار السابق له أوبن أيه آي أو 1، والذي حقق 48.9%. وحقق نموذج أوبن أيه آي أو 3 بحسب ما أورده موقع كود فورسيز نسبة دقة بلغت 2727 وفقًا لنظام تصنيف إيلو، بينما حقق أوبن أيه آي أو 1 نسبة 1891. وفي معيار مجموعة التجريد والاستدلال للذكاء الاصطناعي العام، والذي يُقيّم مدى قدرة الذكاء الاصطناعي على التعامل مع المشكلات المنطقية ومشكلات اكتساب المهارات الجديدة، حقق أوبن أيه آي أو 3 نسبة دقة أعلى بثلاث مرات من أوبن أيه آي أو 1.